# 北极阁城墙遗址
北极阁城墙遗址位于中国江苏省南通市崇川区环城北路西段、南通中学北侧，原为南通城北城门，其上曾建有北极阁（玄武庙），现为南通城墙所仅存的遗迹。南通城墙初建于后周显德五年（958年），民国十七年（1928年）拆除北城墙时保留该段，1966年北极阁被毁，现存砖石所砌的长方形土墩，东西长37米，南北宽20米，高约8米。